# فرانک گمبل
فرانک گمبل (انگلیسی: Frank Gamble؛ 1871 – ۳ سپتامبر ۱۹۳۹) بازیکن فوتبال اهل بریتانیا بود.
از باشگاه‌هایی که در آن بازی کرده‌است می‌توان به باشگاه فوتبال شفیلد یونایتد، باشگاه فوتبال ایلکستون، و باشگاه فوتبال وورکساپ تاون اشاره کرد.